# Melanopareia
Melanopareia es un género de aves paserifomes, el único integrante de la familia Melanopareiidae, anteriormente incluido en Rhinocryptidae. Agrupa a cuatro especies nativas de América del Sur, donde se distribuyen desde el noreste árido de Brasil hacia el oeste hasta las yungas de Bolivia y hacia el sur hasta el centro de Argentina; y en el noroeste del continente, al sur de Ecuador y norte de Perú. A sus miembros se les conoce por el nombre común de pecholunas o gallitos.

## Etimología
El nombre genérico femenino «Melanopareia» se compone de las palabras del griego «μελας melas, μελανος melanos»: negro, y «παρηιον parēion»: mejilla; significando «con la mejilla negra».

## Características
El largo total de estas especies va desde 14 hasta 16 cm con pesos de entre 16 a 23 g; tienen una cola relativamente larga en comparación con los tapaculos (Rhinocryptidae). El plumaje es llamativo, con una distintiva banda que cruza a través del pecho, la que da nombre al género.

## Costumbres
Son aves características de sabanas arbustivas, donde sus típicas series de silbos monótonos y sostenidos forman parte del paisaje acústico de su ecosistema.
Poco se sabe sobre el comportamiento de las especies de este género. Prefieren mayormente habitar en matorrales semixerófilos. Generalmente se alimentan en el suelo. La apariencia del nido es la de una gran copa de 15 cm de diámetro construida con fibra vegetales y de hojas de palma, y lo ubica escondido en pastizales o arbustos bajos cerca del suelo. El tamaño de la postura es de dos a tres huevos, que son de color blanco con manchas negras.

## Lista de especies y distribución
Según las clasificaciones del Congreso Ornitológico Internacional (IOC), y Clements Checklist/eBird v.2019, el género agrupa a las siguientes especies con el respectivo nombre popular de acuerdo con la Sociedad Española de Ornitología (SEO) y con su correspondiente distribución:
| Imagen | Nombre científico                  | Autor                          | Nombre común              | EC (*) | Distribución |
| ------ | ---------------------------------- | ------------------------------ | ------------------------- | ------ | --- |
|        | Melanopareia torquata              | (Wied-Neuwied, 1831)           | pecholuna brasileño       | LC     | Centro y este del Brasil, extremo oriental de Paraguay y este de Bolivia; estaría extinta en el nordeste de Argentina. |
|        | Melanopareia (torquata) bitorquata | (d'Orbigny & Lafresnaye, 1837) | pecholuna de doble collar | NE     | Cerrados de Bolivia (este de Santa Cruz) y adyacente Brasil (suroeste de Mato Grosso).                                 |
|        | Melanopareia maximiliani           | (d'Orbigny, 1835)              | pecholuna del Chaco       | LC     | Oeste de Argentina, Bolivia y Paraguay.                                                                                |
|        | Melanopareia maranonica            | Chapman, 1924                  | pecholuna del Marañon     | NT     | Sur de Ecuador y el norte de Perú.                                                                                     |
|        | Melanopareia elegans               | (Lesson, 1844)                 | pecholuna elegante        | LC     | Suroeste de Ecuador y el noroeste de Perú.                                                                             |

(*) Estado de conservación

## Taxonomía
Este género fue descrito originalmente en el año 1853 por el ornitólogo alemán Ludwig Reichenbach.
Hasta recientemente, este género era colocado dentro de Rhinocryptidae, a pesar de que esta colocación siempre fue controvertida. Los datos genético moleculares de Irestedt et al. (2002) y Chesser (2004), indicaron claramente que Melanopareia no pertenece a Rhinocryptidae y es apenas pariente distante de estos. De hecho, aunque la posición de Melanopareia no pudo ser establecida con precisión por ninguno de los estudios, ambos indicaron que el género representa una ramificación profunda sin parientes próximos obvios dentro de Furnariida. La propuesta N° 239 al Comité de Clasificación de Sudamérica (SACC) aprobó la transferencia del género a una familia propia. Finalmente, los estudios de los ornitólogos Per G.P. Ericson, Storrs L. Olson, Martin Irestedt, Herculano Alvarenga y Jon Fjeldså en 2010, confirmaron los datos anteriores y describieron la nueva familia Melanopareiidae.
Algunas clasificaciones, como el IOC y Zoonomen consideran a la subespecie M. torquata bitorquata como especie separada de M. torquata con base en las diferencias morfológicas presentadas por Lopes & Gonzaga (2016). El SACC aguarda una propuesta para analizar el cambio.

### Cladograma propuesto para el infraorden Tyrannides
De acuerdo a la clasificación propuesta por Ohlson et al (2013), así se ubica la presente familia:
|  | Melanopareiidae: Melanopareia |
|  |                               |
|  | Conopophagidae                |
|  |                               |
|  | Thamnophilidae                |
|  |                               |

| Superfamilia Furnarioidea | \| \| Grallariidae \| \| \| \| \| \| Rhinocryptidae \| \| \| \| \| \| Formicariidae \| \| \| \| \| \| Furnariidae \| \| \| \| |
|                           | \| \| Grallariidae \| \| \| \| \| \| Rhinocryptidae \| \| \| \| \| \| Formicariidae \| \| \| \| \| \| Furnariidae \| \| \| \| |
|                           | Grallariidae |
|                           | |
|                           | Rhinocryptidae |
|                           | |
|                           | Formicariidae |
|                           | |
|                           | Furnariidae |
|                           | |

|  | Grallariidae   |
|  |                |
|  | Rhinocryptidae |
|  |                |
|  | Formicariidae  |
|  |                |
|  | Furnariidae    |
|  |                |

|  | Melanopareiidae: Melanopareia |
|  |                               |
|  | Conopophagidae                |
|  |                               |
|  | Thamnophilidae                |
|  |                               |

| Superfamilia Furnarioidea | \| \| Grallariidae \| \| \| \| \| \| Rhinocryptidae \| \| \| \| \| \| Formicariidae \| \| \| \| \| \| Furnariidae \| \| \| \| |
|                           | \| \| Grallariidae \| \| \| \| \| \| Rhinocryptidae \| \| \| \| \| \| Formicariidae \| \| \| \| \| \| Furnariidae \| \| \| \| |
|                           | Grallariidae |
|                           | |
|                           | Rhinocryptidae |
|                           | |
|                           | Formicariidae |
|                           | |
|                           | Furnariidae |
|                           | |

|  | Grallariidae   |
|  |                |
|  | Rhinocryptidae |
|  |                |
|  | Formicariidae  |
|  |                |
|  | Furnariidae    |
|  |                |

|  | Melanopareiidae: Melanopareia |
|  |                               |
|  | Conopophagidae                |
|  |                               |
|  | Thamnophilidae                |
|  |                               |

| Superfamilia Furnarioidea | \| \| Grallariidae \| \| \| \| \| \| Rhinocryptidae \| \| \| \| \| \| Formicariidae \| \| \| \| \| \| Furnariidae \| \| \| \| |
|                           | \| \| Grallariidae \| \| \| \| \| \| Rhinocryptidae \| \| \| \| \| \| Formicariidae \| \| \| \| \| \| Furnariidae \| \| \| \| |
|                           | Grallariidae |
|                           | |
|                           | Rhinocryptidae |
|                           | |
|                           | Formicariidae |
|                           | |
|                           | Furnariidae |
|                           | |

|  | Grallariidae   |
|  |                |
|  | Rhinocryptidae |
|  |                |
|  | Formicariidae  |
|  |                |
|  | Furnariidae    |
|  |                |

|  | Melanopareiidae: Melanopareia |
|  |                               |
|  | Conopophagidae                |
|  |                               |
|  | Thamnophilidae                |
|  |                               |

| Superfamilia Furnarioidea | \| \| Grallariidae \| \| \| \| \| \| Rhinocryptidae \| \| \| \| \| \| Formicariidae \| \| \| \| \| \| Furnariidae \| \| \| \| |
|                           | \| \| Grallariidae \| \| \| \| \| \| Rhinocryptidae \| \| \| \| \| \| Formicariidae \| \| \| \| \| \| Furnariidae \| \| \| \| |
|                           | Grallariidae |
|                           | |
|                           | Rhinocryptidae |
|                           | |
|                           | Formicariidae |
|                           | |
|                           | Furnariidae |
|                           | |

|  | Grallariidae   |
|  |                |
|  | Rhinocryptidae |
|  |                |
|  | Formicariidae  |
|  |                |
|  | Furnariidae    |
|  |                |